# 寶斗村
寶斗村為中華民國臺灣省新竹縣寶山鄉轄下之一村，位於竹東丘陵鹽港溪流域、寶山鄉西南部。寶斗村轄境呈團塊狀，東為新城村，西北鄰深井村，南毗苗栗縣頭份市興隆里、流東里、新竹縣峨眉鄉富興村。鹽港溪支流南坑溪發源於寶斗村南部，由南向北流至寶斗村北部注入鹽港溪 。寶斗村共226戶，轄8鄰，人口797人 。